# منتخب سويسرا لكأس فيد
منتخب سويسرا لكأس فيد هو ممثل سويسرا الرسمي في كرة المضرب في كأس فيد.